# تپه ده کن ۱
تپه ده کن ۱ مربوط به هزاره اول (پیش از میلاد) است و در شهرستان تکاب، بخش مرکزی، دهستان انصار، روستای آق قلعه واقع شده است. این اثر در تاریخ ۳۰ دی ۱۳۸۵ با شمارهٔ ثبت ۱۶۷۳۸ به عنوان یکی از آثار ملی ایران به ثبت رسیده است.